# 錦州鳥屬
锦州鸟（学名：Jinzhouornis）是史前鸟类中存疑的一个有效属，化石发现於中国辽宁省义县组，形成於白垩纪早期（可能是阿普第階早期，1亿2500万－1亿2100万年前）。
此属中有两个物种，但是它们的有效性存疑。义县锦州鸟很难与人们较为了解的孔子鸟（Confuciusornis）区分开来，二者至少是非常接近的近亲；而张吉营锦州鸟甚至可能是圣贤孔子鸟（Confuciusornis sanctus）的次异名。不过，要解决这些疑问，则需要对锦州鸟的标本进行全面的重新研究，需要与大量不同的孔子鸟化石进行比对。

## 命名
这种鸟得名於其发现地点，因为义县位於锦州市，锦州的拼音後加古希腊语後缀ornis（όρνις），意为“鸟”，就组成了学名，而义县锦州鸟的模式标本发现於此地，因此也是由此得名。张吉营锦州鸟得名於模式产地黑蹄子沟附近的张吉营村。